# انتخابات در کلمبیا
انتخابات در کلمبیا توسط شورای ملی انتخابات تنظیم و کنترل می‌شود که اطلاعاتی در مورد انتخابات و نتایج انتخابات سیاسی کلمبیا ارائه می‌دهد.
کلمبیا در سطح ملی یک رئیس کشور - رئیس‌جمهور - و یک رئیس قوه مقننه را انتخاب می‌کند. رئیس‌جمهور برای یک دوره چهار ساله توسط مردم انتخاب می‌شود. کنگره (به اسپانیایی: Congreso) دارای دو مجلس است. مجلس نمایندگان (به اسپانیایی: Cámara de Representantes) دارای ۱۶۲ عضو است و برای مدت چهار سال با نمایندگی تناسبی انتخاب می‌شوند. مجلس سنای جمهوری (به اسپانیایی: Senado de la República) دارای ۱۰۲ عضو است که برای مدت چهار سال با نمایندگی تناسبی انتخاب می‌شوند.
کلمبیا قبلاً دارای نظام دوحزبی بود، که در آن موفقیت برای اشخاص ثالث دشوار بود. سیاستمداران دو حزب اصلی هنگامی که با مخالفان شدید در حزب خود مواجه نمی‌شدند، در انتخابات پیروز می‌شدند. اما از زمان اجرای قانون اساسی ۱۹۹۱، احزاب سوم در انتخابات افزایش یافته‌اند.
تقلب در انتخابات، رشوه و سایر رسوایی‌هایی که در سطح شهرداری و ملی رخ می‌دهد بخشی از مشکل فساد کلمبیا است.

## برنامه

### انتخابات
| زمان                        | ۲۰۱۸                           | ۲۰۱۹          | ۲۰۲۰ | ۲۰۲۱ | ۲۰۲۲                           |
| --------------------------- | ------------------------------ | ------------- | ---- | ---- | ------------------------------ |
| نوع                         | ریاست جمهوری (مه) کنگره (مارس) | داخلی (اکتبر) | -    | -    | ریاست جمهوری (مه) کنگره (مارس) |
| رئیس‌جمهور و معاون رئیس‌جمهور | رئیس‌جمهور و معاون رئیس‌جمهور    | -             | -    | -    | رئیس‌جمهور و معاون رئیس‌جمهور    |
| کنگره                       | تمام جایگاه‌ها                  | -             | -    | -    | تمام جایگاه‌ها                  |
| داخلی                       | -                              | تمام جایگاه‌ها | -    | -    | -                              |

### مراسم آغاز به کار
| زمان                        | ۲۰۱۸              | ۲۰۱۹ | ۲۰۲۰     | ۲۰۲۱ | ۲۰۲۲              |
| --------------------------- | ----------------- | ---- | -------- | ---- | ----------------- |
| نوع                         | ریاست‌جمهوری کنگره | -    | داخلی    | -    | ریاست‌جمهوری کنگره |
| رئیس‌جمهور و معاون رئیس‌جمهور | ۷ اوت             | -    | -        | -    | ۷ اوت             |
| کنگره                       | ۲۰ جولای          | -    | -        | -    | ۲۰ جولای          |
| داخلی                       | -                 | -    | ۱ ژانویه | -    | -                 |